# Ярчє Брдо
Ярчє Брдо (словен. Jarčje Brdo) — поселення в общині Гореня вас-Поляне, Горенський регіон, Словенія. Висота над рівнем моря: 664,4 м.